# Młodocin (Kolno)
Młodocin (deutsch Rudolfswalde) war ein Ort in der polnischen Woiwodschaft Ermland-Masuren. Seine Ortsstelle gehört zum Gebiet der Gmina Kolno (Landgemeinde Groß Köllen) im Powiat Olsztyński (Kreis Allenstein).

## Geographische Lage
Die Ortsstelle von Młodocin liegt in der nördlichen Mitte der Woiwodschaft Ermland-Masuren, 17 Kilometer südwestlich der früheren Kreisstadt Rößel (polnisch Reszel) bzw. 37 Kilometer nordöstlich der heutigen Kreismetropole und Woiwodschaftshauptstadt Olsztyn (deutsch Allenstein).

## Geschichte
Der kleine Ort Rudolfswalde wurde zwischen den Jahren 1825 und 1830 gegründet und bestand aus zwei kleinen Gehöften mit einem Waldhaus. Bis 1928 war Rudolfswalde ein Wohnplatz von Görkendorf (polnisch Górkowo) im ostpreußischen Kreis Rößel. Im Jahre 1905 waren in Rudolfswalde zwei Einwohner gemeldet. Als am 30. September 1928 Görkendorf den Namen des Nachbarorts Teistimmen (polnisch Tejstymy) erhielt, wurde Rudolfswalde bis 1945 ein Wohnplatz eben dieser Gemeinde.
In Kriegsfolge kam 1945 das gesamte südliche Ostpreußen zu Polen. Rudolfswalde erhielt die polnische Namensform „Młodocin“. Doch schon bald verliert sich seine Spur, schon in den 1950er Jahren wird der Name nicht mehr genannt. Der Ort gilt heute als untergegangen.

## Kirche
Bis 1945 war Rudolfswalde in die evangelische Kirche Bischofstein (polnisch Bisztynek) in der Kirchenprovinz Ostpreußen der Kirche der Altpreußischen Union, außerdem in die römisch-katholische Kirche Lautern (polnisch Lutry) im damaligen Bistum Ermland eingepfarrt.

## Verkehr
Die Ortsstelle von Młodocin liegt östlich der polnischen Landesstraße 57, der einstigen deutschen Reichsstraße 128. Von Grókowo aus gibt es einen kaum noch erkennbaren Verbindungsweg zur Ortsstelle, die als solche nicht mehr wahrnehmbar ist.